# Literarkritik
Literarkritik ist ein Werkzeug der historisch-kritischen Methode der Bibelexegese. Die Literarkritik untersucht den biblischen Text im Hinblick auf seine schriftlichen Vorformen, Vorlagen und Quellen sowie seine innere Kohärenz; sie entwickelt Erklärungen für scheinbare oder tatsächliche Brüche innerhalb des biblischen Textes.

## Grundlagen
Grundlage der Literarkritik sind Brüche in einer ansonsten kohärenten Struktur, die aus einer Folge von Sätzen einen Text macht. Diese Brüche sind als literarkritische Beobachtungen aufzufassen; Beispiele sind:
- Dopplungen, vor allem größerer Einheiten mit geringfügigen Unterschieden
- „schlecht aufeinander abgestimmte“, oder gar unvereinbar scheinende Angaben
- fehlende Informationen
- begriffliche Unterschiede

Solche Brüche erschweren es dem Leser, ein vorliegendes sprachliches Gebilde als Text rezipieren zu können. Die Literarkritik erstellt Modelle der Textentwicklung, die diese Beobachtungen erklärt. Im Buch Genesis wurde beispielsweise beobachtet, dass einige Textpassagen von Gott als „Jahwe“ sprechen (der Eigenname des Gottes Israels), andere Texte nennen ihn einfach „Elohim“ (= Gott), und wieder andere Texte kombinieren beide Namen. In Verbindung mit anderen Beobachtungen wurde die literarkritische Hypothese aufgestellt, dass dem Buch Genesis zwei Quellen zugrunde lagen: Die eine sei von einem Jahwisten, die andere von einem Elohisten geschrieben worden. Die Kombination beider Quellen habe dann zum erwähnten uneinheitlichen Sprachgebrauch geführt.
Die Echtheitskritik wird teilweise als Teil der Literarkritik angesehen, teilweise auch nicht. Im Zusammenhang damit ist umstritten, wie Textkritik und Literarkritik voneinander abzugrenzen sind.
Literarkritik orientiert sich dabei im Gegensatz zu einer allgemeineren Überlieferungskritik bewusst an schriftlichen Tradierungsformen.

## Geschichte
Die moderne Literarkritik ist im 18. und 19. Jahrhundert aus dem Bedürfnis heraus entstanden, (scheinbare, oder tatsächliche) Widersprüche, Spannungen, Doppelungen und sprachliche Unterschiede zwischen Bibeltexten zu erklären.
Literarkritische Beobachtungen wurden ohne so genannt zu werden schon zur Zeit der Alten Kirche gemacht, stellten aber damals noch kein echtes Problem dar. Für Origenes zeigten die Widersprüche zwischen den Evangelien, dass der Leser auf den geistlichen und nicht den wörtlichen Sinn der Bibel achten müsse. Augustinus dagegen versuchte die Harmonie der Evangelien nachzuweisen.
Mit dem Erwachen des historischen Bewusstseins in der Aufklärungszeit versuchten Bibelexegeten, eine historische Antwort auf von ihnen erkannte Widersprüche zu geben. Darüber hinaus wollte man nun auch die ältesten, ursprünglichsten Quellen herausarbeiten, denen der höchste historische Wert zugemessen wurde.
Das Ziel war lange Zeit, die Texte der verschiedenen Redaktionsstufen möglichst im Wortlaut zu rekonstruieren. Viele Exegeten sind inzwischen jedoch  davon abgerückt, mehrere Vorstufen eines Bibeltextes wörtlich zu rekonstruieren, weil die Kriterien der Quellenscheidung zum Teil sehr subjektiv sind und die – einander widersprechenden – literarkritischen Hypothesen fast unüberschaubar zahlreich geworden sind.

## Schlussfolgerungen
Aus der Literarkritik wurden und werden Schlüsse gezogen, die oft kontrovers diskutiert werden. Als Beispiel sei hier die Zweiquellentheorie der synoptischen Evangelien genannt, die im 19. Jahrhundert entwickelt wurde. Sie besagt, dass Matthäus und Lukas beide unabhängig voneinander die gleichen zwei Quellen benutzt haben, nämlich das Markusevangelium und eine hypothetische schriftliche Quelle von Aussprüchen Jesu, die Logienquelle Q.
Eine JEDP-Hypothese beim Pentateuch hingegen hat sich weitgehend aufgelöst.

## Vorgehen
Mit seinem Aufsatz Literarkritik führt H. Schweizer 1988 ein präzisiertes Verständnis der Methode ein:
Darin weiterentwickelnd, was W. Richter 1971 in „Exegese als Literaturwissenschaft“ – damals schon im Kontrast zur „Standardsicht“ – vorgestellt hatte. Die Qualifizierung „neu“ wird somit zunehmend relativ. Aber selbst in aktuellen Aufsätzen wird immer noch – ratlos – z. B. mit den Begriffen „Doppelung / Wiederholung“ operiert. Zumindest das könnte seit 1971 als überwunden gelten. Der Fortschritt ist eine Schnecke.
Das Vorgehen umfasst folgende 5 Schritte, die der Reihe nach abgearbeitet werden sollen. Rücksprünge auf zuvor abgeschlossene Schritte sollen dabei nicht vorgenommen werden.
1. Umfassende Sammlung von Leseschwierigkeiten
Dies geschieht nach verschiedenen Kategorien. (s. u.)
2. Minimale Leseeinheiten markieren
Nach der Sammlung von Verstehensschwierigkeiten werden die Passagen markiert, die keine Probleme aufgewiesen hatten, somit als kohärent betrachtet werden können: Minimale Leseeinheiten (MLE). Wohlgemerkt: Aus den Beobachtungen von Ziff.1 ist noch keinerlei literarkritische Folgerung gezogen! Auf Hypothesen wird erst recht verzichtet.
3. Wahrscheinlichkeiten für literarkritische Brüche ermitteln
zwischen benachbarten MLEen wird ausgewertet, was zwischen ihnen – vgl. 1. Stufe – an Leseschwierigkeiten aufgelistet worden war. Ist nur eine derartige Beobachtung angefallen, wird unterstellt, dass sie stilistisch legitim ist und interpretiert werden kann. Ab zwei und mehr Beobachtungen ist die Wahrscheinlichkeit groß, dass zwischen beiden MLEen ein literarkritischer Bruch liegt. Von einem derartigen literarkritischen Bruch bis zum nächsten ist nun ein Teiltext gewonnen (u. U. mehrere MLEen umfassend).
4. weitergreifende Beobachtungen erkennen
Bis jetzt ist erkannt, welche benachbarten Teiltexte sich ausschließen. Nun die Frage: Gibt es zwischen entfernteren Teiltexten Unverträglichkeiten? Sind also weitergreifende Beobachtungen (aus 1. Stufe) noch unberücksichtigt?
5. kohärente Schichten zusammenstellen
Nun ist es möglich – sofern der Textzustand es zulässt –, aus den Teiltexten eine kohärente Schicht zusammenzustellen. Davon werden die nachträglichen redaktionellen Bearbeitungen abgehoben.

### Umfassende Sammlung von Leseschwierigkeiten
Leseschwierigkeiten werden im Text nach verschiedenen Kategorien gesammelt. Wichtig ist dabei, dass man sorgfältig in Leserichtung den Text entlang geht. Ein Text beansprucht ein Vektor, eine 'gerichtete Kraft' zu sein und das, was ihm wichtig ist, sequenziell zu entwickeln. Ein Text ist kein 'Steinbruch', der willkürlich an verschiedenen Stellen gleichzeitig ausgebeutet werden kann. „Sachliche“ Unstimmigkeiten interessieren dabei gerade nicht, sondern sprachlich nicht aufeinander abgestimmte Informationen. Gründe hierfür sind:
- Wir können nicht mit der Opposition „Sprache vs. Sache“ operieren. Auch die vermeintliche 'Sache' ist sprachlich vermittelt.
- Ein Autor ist frei, Informationen zu nennen, die denen in anderen Texten widersprechen. Ein solches Abweichen wird seinen stilistischen Grund haben – den es folglich zu erkennen gilt.

Zunächst interessiert die Schlüssigkeit der im Einzeltext gebotenen Informationen. Dabei geht es genau um die Schlüssigkeit der jeweiligen Lektürestelle gemessen am Vortext. Vorgriffe auf die noch nicht gelesenen Passagen, erst recht auf andere Texte, sind nicht erlaubt.
Abgehobene inhaltliche Kriterien, aus ganz anderer Quelle stammend als aus dem aktuellen Einzeltext, bleiben verboten. Der Autor darf entfalten, was ihm wichtig ist – er sollte es nur so tun, dass man als Leser folgen kann. Die Gedankengänge dürfen auch verschlungen sein. Nur abbrechen sollte die Kommunikationsbeziehung aufgrund allzu dichter grammatisch-stilistischer Störungen nicht. Dem Aufdecken derartiger Problemstellen widmet sich die Literarkritik als erstes.

### Zugelassene Kriterien
Folgende zugelassene Kriterien bilden die Kategorien, in die gefundene Leseschwierigkeiten eingeordnet werden können:
- Wiederholung/Doppelung: Eine Information wird zweimal genannt, wobei man z. B. erzählerisch nicht (sofort) versteht, warum das erneute Benennen vollzogen wird. Zu beachten: Die beiden – noch unentschieden – genannten Begriffe sind nicht austauschbar! Es wird noch zu klären sein, ob der Befund stilistisch legitim und akzeptabel ist – dann spricht man von Wiederholung. Oder ob die Irritation bleibt, so dass man die erneute Nennung als literarkritisch relevante Doppelung klassifiziert.
- terminologische Indifferenz: – hängt mit dem vorigen Gesichtspunkt zusammen: mit gleichem Vokabular wird etwas nochmals erzählt, was man schon kennt.
- terminologische Differenz: Ein Akteur, ein Objekt wird genannt, aber mit zwei unterschiedlichen Begriffen. Klassisch in der Josefsgeschichte: Heißt der Vater nun „Israel“ oder „Jakob“?
- inhaltliche Spannung: Auf eine Erstinformation folgen weitere, die unabgestimmt wirken, 'wie die Faust aufs Auge', zumindest erzählerisch irritierend.
- unklarer pronominaler Bezug: Ein Pronomen ist verwendet, aber zu dessen Auflösung gibt es – meist im Textvorfeld – mehrere Kandidaten.
- unklarer Bezug: – ohne das Thema der Textdeixis (voriger Punkt): eine Aussage benötigt weitere Informationen zum Verständnis. Der Text bietet im direkten Umfeld aber ganz andere. Dazu kann gehören, dass ein unmarkierter Subjektwechsel vorliegt: das eingeführte Subjekt der vorausliegenden Sätze scheint weitergeführt zu werden – jedoch dürfte ein Wechsel zu unterstellen sein.
- fragwürdiger Anschluss: Eine Szenerie war beschrieben worden, nun wird hart und ohne akzeptablen Übergang eine ganz andere angefügt. Als Beispiel sei der Kapitelübergang nach Gen 37,lut EU genannt. Besonders hart und „unbeholfen“ erscheint in einem weiteren Beispiel der Übergang nach Gen 47,lut EU, wenn man annimmt, am Ende des Kapitels würde ein einsetzender Sterbeprozess beschrieben, während Israel im Folgekapitel nochmals zu Kräften kommt, damit er einen zusätzlichen Auftritt absolvieren kann.

Die Übergänge zwischen Kapiteln interessieren an dieser Stelle in genau gleicher Weise, wie die zwischen beliebigen anderen Sätzen, da eine Einteilung in Kapitel in den ältesten erhaltenen Quellen nicht überliefert ist. Allein Absätze sind an diesen Stellen z. B. im Codex Leningradensis meist sehr wohl erkennbar.